# Premio Bram Stoker all'antologia
Il premio Bram Stoker all'antologia (Bram Stoker Award for Superior Achievement in an Anthology) è un premio letterario assegnato dal 1998 dalla Horror Writers Association (HWA) ad un'antologia «di qualità superiore» (Superior Achievement in an Anthology e non Best Anthology).

## Albo d'oro
L'anno si riferisce al periodo di pubblicazione preso in considerazione, mentre i premi sono assegnati l'anno successivo.
I vincitori sono indicati in grassetto, a seguire gli altri candidati.

### Anni 1998-1999
- 1998: Horrors! 365 Scary Stories di Stefan Dziemianowicz, a cura di Martin H. Greenberg e Robert Weinberg
  - Psychos (Robert Bloch's Psychos), a cura di Robert Bloch
  - Best of Cemetery Dance, a cura di Richard Chizmar
  - The Year's Best Fantasy and Horror, 11th Annual Collection, a cura di Ellen Datlow e Terri Windling
- 1999: 999 (999: New Stories of Horror and Suspense), a cura di Al Sarrantonio
  - The Year's Best Fantasy and Horror, 12th Annual Collection, a cura di Ellen Datlow e Terri Windling
  - The Mammoth Book of Best New Horror 10, a cura di Stephen Jones
  - The Last Continent: New Tales of Zothique, a cura di John Pelan

### Anni 2000-2009
- 2000: The Year's Best Fantasy & Horror, 13th Annual Collection, a cura di Ellen Datlow e Terri Windling
  - Brainbox: The Real Horror, a cura di Steve Eller
  - Extremes: Fantasy & Horror from the Ends of the Earth, a cura di Brian A. Hopkins
  - Bad News, a cura di Richard Laymon
- 2001: Extremes 2: Fantasy and Horror from the Ends of the Earth, a cura di Brian A. Hopkins
  - Trick or Treat: A Collection of Halloween Novellas, a cura di Richard Chizmar
  - The Year's Best Fantasy and Horror, 14th Annual Collection, a cura di Ellen Datlow e Terri Windling
  - The Best of Horrorfind, a cura di Brian Keene
- 2002: The Darker Side, a cura di John Pelan
  - Shivers, a cura di Richard Chizmar
  - The Year's Best Fantasy and Horror, 15th Annual Collection, a cura di Ellen Datlow e Terri Windling
  - The Mammoth Book of Best New Horror 13, a cura di Stephen Jones
  - Children of Cthulhu, a cura di John Pelan e Benjamin Adams
- 2003: Borderlands 5, a cura di Elizabeth Monteleone e Thomas F. Monteleone
  - Southern Blood: New Australian Tales of the Supernatural, a cura di Bill Congreve
  - Gathering the Bones, a cura di Jack Dann, Ramsey Campbell e Dennis Etchison
  - The Dark, a cura di Ellen Datlow
  - The Year's Best Fantasy & Horror: 16th Annual Collection, a cura di Ellen Datlow e Terri Windling
- 2004: The Year's Best Fantasy and Horror, 17th Annual, a cura di Ellen Datlow, Kelly Link e Gavin Grant
  - Quietly Now, a cura di Kealan-Patrick Burke
  - The Many Faces of Van Helsing, a cura di Jeanne Cavelos
  - Shivers III, a cura di Richard Chizmar
  - Acquainted with the Night, a cura di Barbara Roden e Christopher Roden
- 2005: Dark Delicacies, a cura di Jeff Gelb e Del Howison
  - Outsiders, a cura di Nancy Holder e Nancy Kilpatrick
  - Weird Shadows Over Innsmouth, a cura di Stephen Jones
  - Corpse Blossoms, a cura di Julia Sevin e RJ Sevin
- 2006: Retro Pulp Tales, a cura di Joe Lansdale ex aequo Mondo Zombie, a cura di John Skipp
  - Aegri Somnia, a cura di Jason Sizemore e Gill Ainsworth
  - Alone on the Darkside, a cura di John Pelan
- 2007: Five Strokes to Midnight, a cura di Gary Braunbeck e Hank Schwaeble
  - Inferno, a cura di Ellen Datlow
  - Dark Delicacies 2: Fear, a cura di Del Howison e Jeff Gelb
  - Midnight Premiere, a cura di Tom Piccirilli
  - At Ease with the Dead, a cura di Barbara Roden e Christopher Roden
- 2008: Unspeakable Horror, a cura di Vince A. Liaguno e Chad Helder
  - Like a Chinese Tattoo, a cura di Bill Breedlove
  - Horror Library, Vol. 3, a cura di R. J. Cavender
  - Beneath the Surface, a cura di Tim Deal
- 2009: He is Legend: An Anthology Celebrating Richard Matheson, a cura di Christopher Conlon
  - Lovecraft Unbound, a cura di Ellen Datlow
  - Poe, a cura di Ellen Datlow
  - Midnight Walk, a cura di Lisa Morton

### Anni 2010-2019
- 2010: Haunted Legends, a cura di Ellen Datlow e Nick Mamatas
  - Dark Faith, a cura di Maurice Broaddus e Jerry Gordon
  - Horror Library IV, a cura di R.J. Cavender e Boyd E. Harris
  - Macabre: A Journey Through Australia's Darkest Fears, a cura di Angela Challis e Marty Young
  - The New Dead, a cura di Christopher Golden
- 2011: Demons: Encounters with the Devil and his Minions, Fallen Angels and the Possessed, a cura di John Skipp
  - NEHW Presents: Epitaphs, a cura di Tracy L. Carbone
  - Ghosts By Gaslight, a cura di Jack Dann e Nick Gevers
  - Blood And Other Cravings, a cura di Ellen Datlow
  - Supernatural Noir, a cura di Ellen Datlow
  - Tattered Souls 2, a cura di Frank J. Hutton
- 2012: Shadow Show, a cura di Mort Castle e Sam Weller
  - Dark Tales of Lost Civilizations, a cura di Eric J. Guignard
  - Hell Comes to Hollywood, a cura di Eric Miller
  - Horror for Good: A Charitable Anthology, a cura di Mark C. Scioneaux, R.J. Cavender, and Robert S. Wilson
  - Slices of Flesh, a cura di Stan Swanson
- 2013:After Death..., a cura di Eric J. Guignard
  - Horror Library: Volume 5, a cura di R.J. Cavender e Boyd E. Harris
  - Barbers & Beauties, a cura di Michael Knost e Nancy Eden Siegel
  - The Grimscribe’s Puppets, a cura di Joseph S. Pulver
  - Dark Visions: A Collection of Modern Horror, Volume One, a cura di Anthony Rivera e Sharon Lawson